# Folsomides delamarei
Folsomides delamarei är en urinsektsart som beskrevs av Thibaud, Najt och Albert Jacquemart 1994. Folsomides delamarei ingår i släktet Folsomides och familjen Isotomidae. Inga underarter finns listade i Catalogue of Life.